# Anthipes solitaris
Anthipes solitaris é uma espécie de ave da família Muscicapidae.
Pode ser encontrada nos seguintes países: Indonésia, Laos, Malásia, Myanmar, Tailândia e Vietname.
Os seus habitats naturais são: regiões subtropicais ou tropicais húmidas de alta altitude.